# Tachimetr

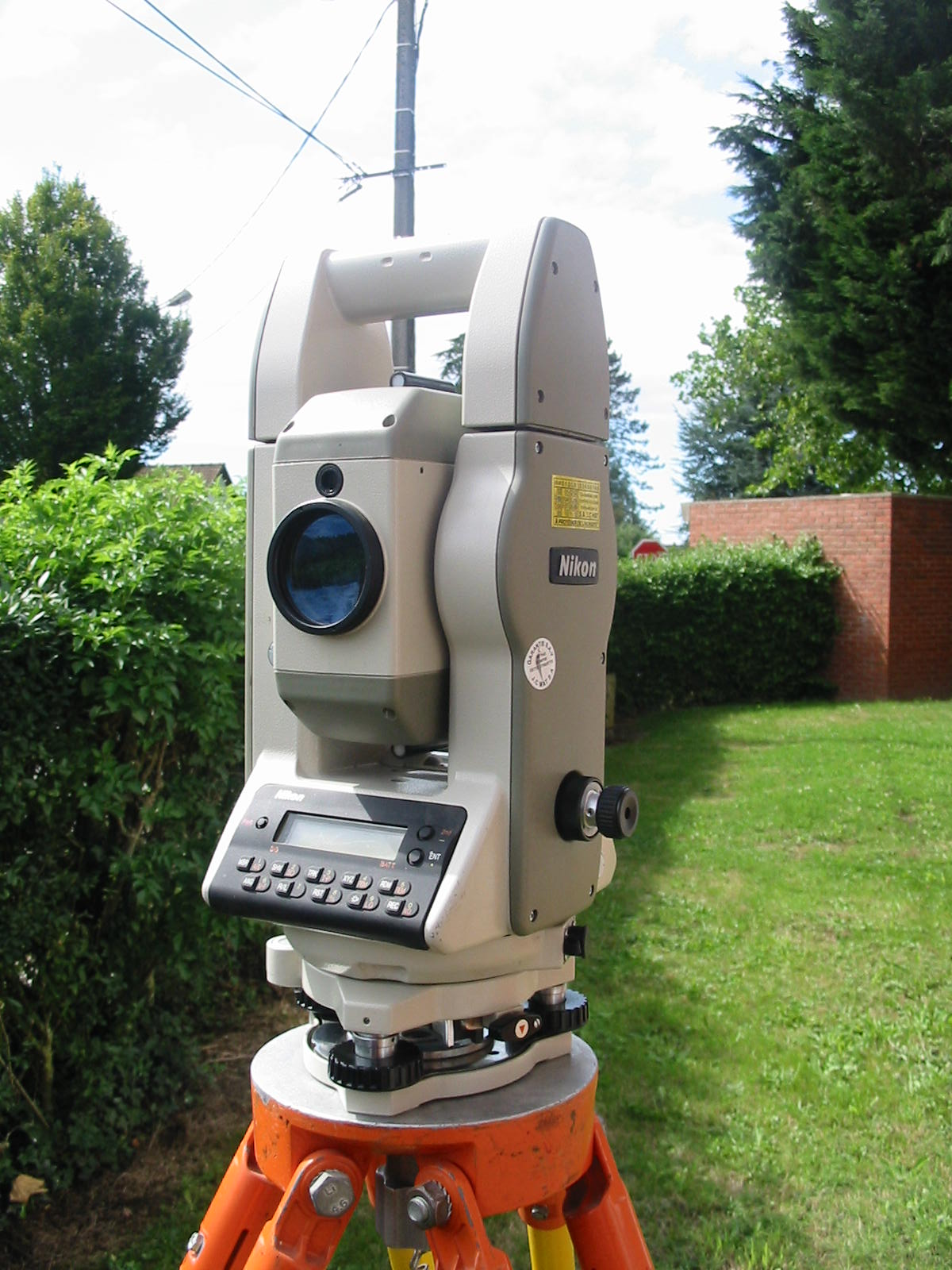

Tachimetr (ew. tachymetr) – optyczny instrument geodezyjny przeznaczony do pomiaru kątów poziomych, kątów pionowych oraz odległości. 
Instrument ten jest cały czas wykorzystywany w klasycznej tachimetrii, czyli „masowym” pomiarze położenia punktów terenowych przy "mapowaniu" terenu w celu sporządzenia map w skalach od 1:10000 do 1:25000.
Klasyczna tachimetria polega na pomiarze sytuacyjno-wysokościowym wykonywanym metodą biegunową, do określania położenia sytuacyjnego punktów szczegółowych, oraz niwelacji trygonometrycznej, do określania wysokości tych punktów
Najbardziej znanym i jednocześnie bardzo dobrym tachimetrem optycznym był (w latach 1960-1990 - czyli przed pojawieniem się instrumentów elektronicznych) tachimetr Dahlta 010A firmy Carl Zeiss Jena. W skład kompletu pomiarowego wchodziły też specjalne łaty tachimetryczne.
Współcześnie w pomiarach terenowych używane są ze względu na swoją dokładność  tachimetry elektroniczne, które wykorzystują również do określenia pozycji pomiary GNSS. Dlatego używana jest względem nich nazwa Total Station.
Współczesne tachimetry posiadają wbudowane komputery, które w oparciu o elektroniczny pomiar kątów - poziomego i pionowego oraz elektrooptyczny (lub laserowy) pomiar odległości potrafią w czasie rzeczywistym rejestrować mierzone kąty i odległości, oraz wykonywać obliczenia interesujących operatora instrumentu wartości pomiarowych takich jak współrzędne, przewyższenia punktów, różnice wysokości, domiary do zaprojektowanych elementów takich jak, osie, łuki itd. 
Tachimetry dzielimy na lustrowe, które do pomiaru odległości wykorzystują pryzmaty szklane (lub ich zestawy) bądź folie refleksyjne (folie dalmiercze), oraz coraz popularniejsze tachimetry bezlustrowe, które umożliwiają pomiar odległości bez użycia pryzmatu dalmierczego. Podobna technika pomiarowa jest ostatnio często wykorzystywana np. w pomiarach zabytkowych wnętrz budynków przy użyciu geodezyjnych skanerów 3D.
Zasada pomiaru odległości zarówno przy pomocy lustra pryzmatu, folii dalmierczej, jak i instrumentów bezlustrowych, jest taka sama i opiera się na pomiarze różnic fazowych sygnału dalmierza zamontowanego w instrumencie. Odbity promień trafia do dalmierza i na podstawie różnic faz obliczana jest odległość (w zakresie od metra do kilku kilometrów).

## Przypisy

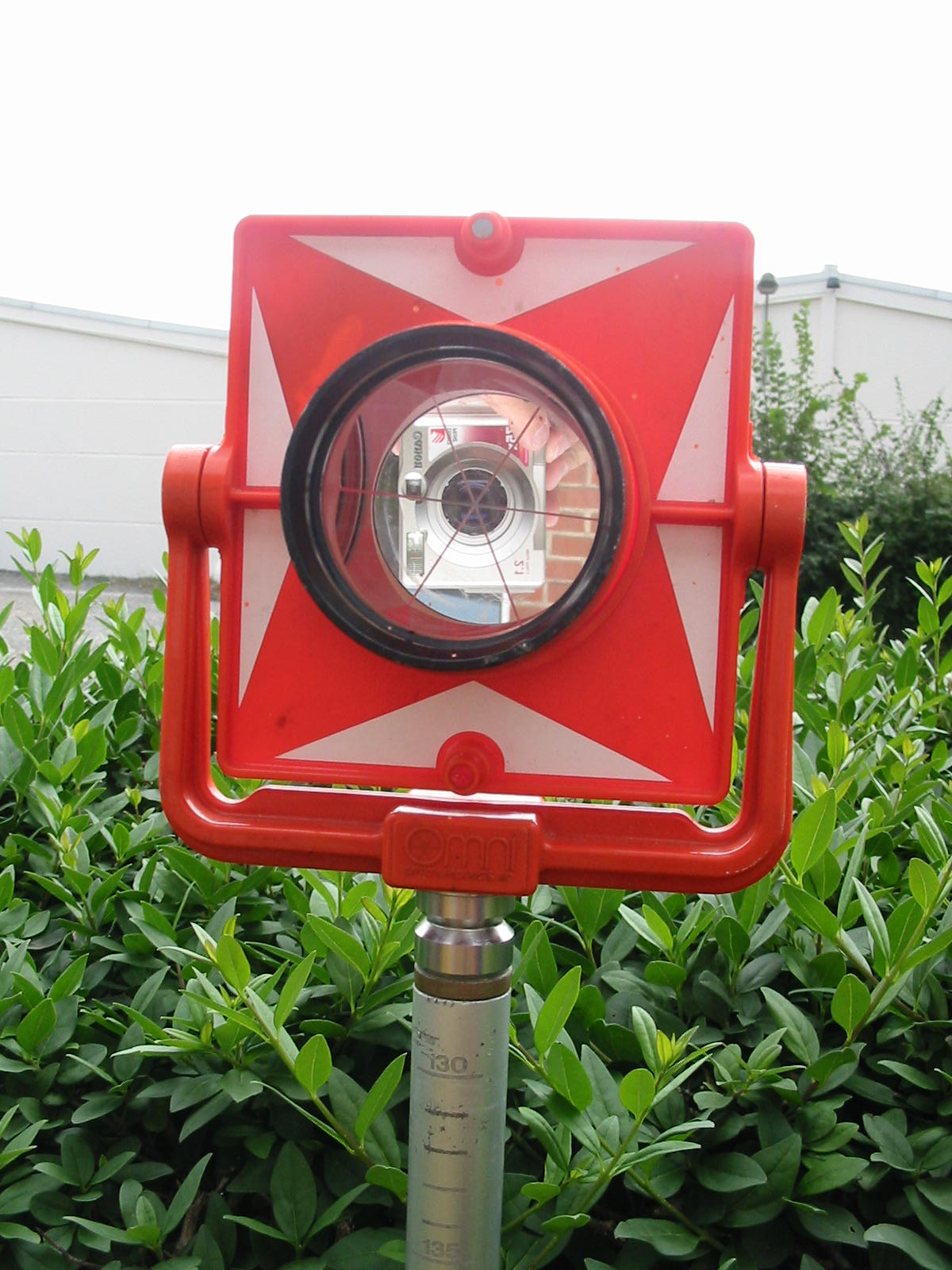
Pryzmat na tyczce.
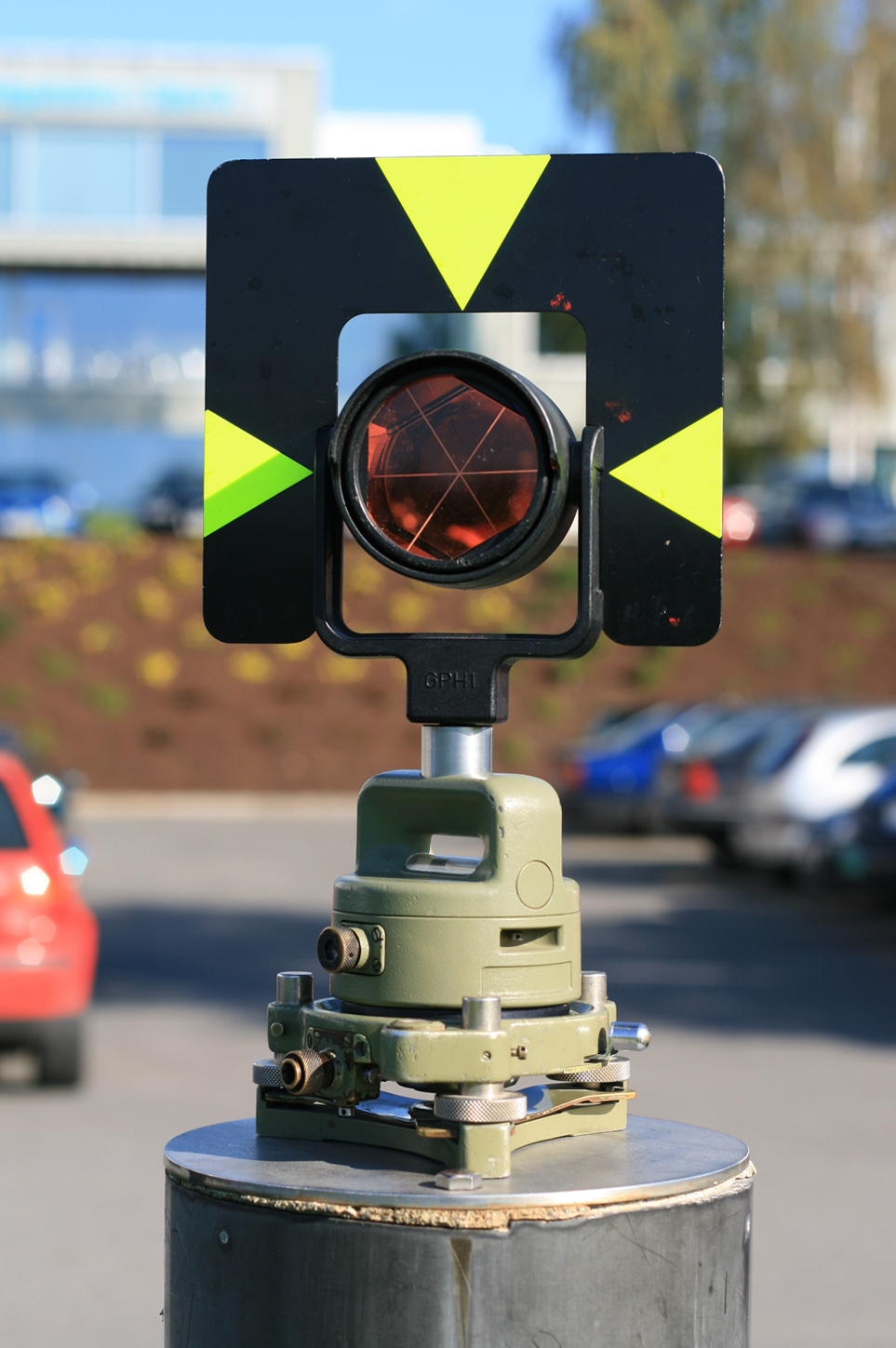
Pryzmat zamontowany na spodarce.
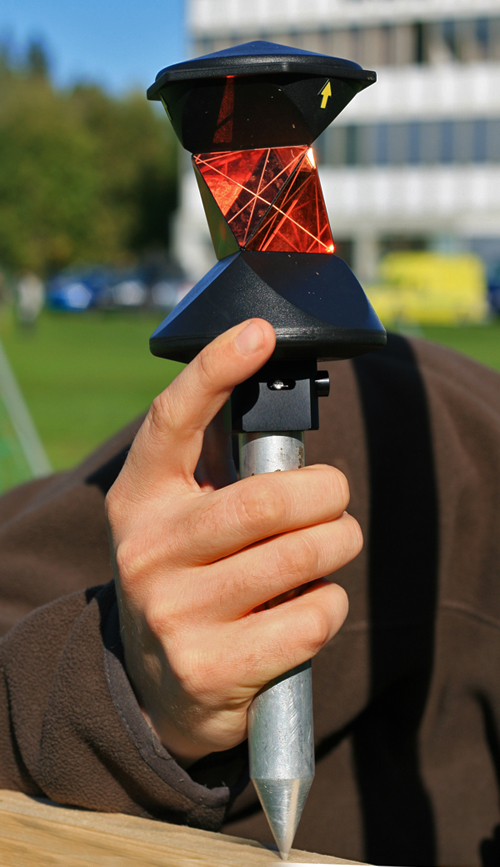
Pryzmat 360°.